# 大原光憲
大原 光憲（おおはら みつのり、1926年5月1日 - 1992年7月23日）は、日本の政治学者。中央大学名誉教授。

## 来歴
福島県会津若松市出身。1948年水戸高等学校 (旧制)卒業。1953年中央大学法学部卒業、1955年同大学院法学研究科政治学専攻修士課程。1956年明治大学大学院政治経済研究科政治学専攻博士課程中退。1956年中央大学法学部助手。1960年同法学部助教授。1967年同法学部教授。中央大学では「政治学原論」「政治過程論」「地域政治」の講義を担当していた。1982年中央大学学生部長。1983年中央大学にて法学博士受く。1991年東京都知事選挙に日本社会党推薦で出馬。横山桂次、篠原一、吉武輝子らの推薦を受けたが落選。出馬表明が遅れたためか、日本共産党推薦の畑田重夫にも負ける惨敗だった。落選後は体調を崩し気味になり、1992年7月23日に中央大学在職中に死去した。同名誉教授。
この他、埼玉県都市計画地方審議会委員や東京都行財政改善委員会委員なども務めた。

## 著書
- 『現代政治過程論』、小峯書店、1968年
- 『都市問題と住民運動――都市政治学』、中央大学出版部、1969年
- 『都市自治の革新』、中央大学出版部、1975年
- 『現代政治過程論――国家と地域社会の政治』、勁草書房、1982年
- 『都市政治の変容と市民』、中央大学出版部、1995年

### 共著
- 『現代日本の地域政治』、横山桂次と共著、三一書房、1966年

### 編著
- 『産業社会と政治過程――京葉工業地帯』、横山桂次と共編、日本評論社、1965年
- 『自治体政策づくり読本』、横山桂次と共編、総合労働研究所、1981年

### 訳書
- A・H・ウォールシュ『都市化における政治と行政――その国際的比較研究』、中央大学出版部、1972年